# Union des Sardes
Pour les articles homonymes, voir Sardes.
L'Union des Sardes (en italien, Unione dei sardi - Sardi uniti - Progetto nazionalitario, Uds) est un parti politique nationaliste sarde.
Son leader est Mario Floris, un ancien démocrate-chrétien, président de groupe au Conseil régional et ancien président de la Sardaigne de 1999 à 2001.
Fondée en 1998 comme la fédération sarde de l'Union démocratique pour la République de Francesco Cossiga (lui aussi, Sarde).
Aux élections régionales de 2004, elle a obtenu 3,9 % des voix et l'élection de deux conseillers régionaux.
Le parti s'est allié à Cagliari au Parti républicain italien lors des élections provinciales de mai 2005 mais a obtenu trois conseillers provinciaux seul, un en province de l'Ogliastra et deux en province d'Oristano.
Aux élections régionales de février 2009, alliée au Nouveau PSI, elle obtient 21 886 voix (en coalition avec le Peuple de la liberté).
Lors des élections régionales de Sardaigne de 2014, alliée à Forza Italia et coalisée avec Ugo Cappellacci, elle obtient un conseiller régional (sur 60).